# Александровка (Верхнетелелюйский сельсовет)
Алекса́ндровка — деревня Верхнетелелюйского сельсовета Грязинского района Липецкой области. 
Расположена вблизи остановочного пункта 488 км (ж.-д. линия Грязи — Воронеж) в 6,5 км к западу от села Верхний Телелюй, в 18 км к юго-западу от города Грязи и в 31 км к юго-востоку от Липецка. Название получила по имени одного из бывших владельцев.

## История
Возникла как крепостное селение во второй половине XVIII в., упоминается в ревизских сказках 1816 г. 
По документам 1834 г., упоминается сельцо Александрово, в дачах с. Кузовлево, урочище Крутой Лог.

## Население
| 2009 | 2010 | 2013 |
| ---- | ---- | ---- |
| 69   | ↘2   | →2   |